# Chris McNally
Chris McNally, noto anche come Christopher McNally (Scarborough, 8 novembre 1988), è un attore canadese, noto per il suo ruolo di Lucas Bouchard nella serie di Hallmark Channel Quando chiama il cuore.

## Filmografia

### Cinema
- John Apple Jack, regia di Monika Mitchell (2013)
- Mortal Remains, regia di Dan Zachary e Trevor Trombley (2015)
- The Orchard, regia di Kate Twa (2016)

### Televisione
- Killer Instinct - serie TV,1x8 (2005)
- Tower Prep serie TV, 1x13 (2010)
- Falling Skies - serie TV, 5x4 (2015)
- Dead of Summer - serie TV, 1x9 (2016)
- #Sti - serie TV, 1x1 (2016)
- Supernatural - serie TV, 4x15, 10x17 (2010,2016)
- Lucifer - serie TV, 2x5 (2016)
- Una seconda possibilità (Same Time Next Week), regia di Monika Mitchell - film TV (2017)
- Natale a Rocky Mountain (Rocky Mountain Christmas), regia di Brian Sawyer - film TV (2017)
- Altered Carbon - serie TV, 1x3, 1x5, 1x10 (2018)
- The Gourmet Detective - Mangia, Bevi, Muori - serie TV 1x4 (2018)
- Segui il tuo cuore (The Sweetest Heart), regia di Joyce Heft Brotman - film TV (2018)
- Principessa in incognito (A Winter Princess), regia di Allan Harmon - film TV (2019)
- Brezza d'amore (Sailing Into Love), regia di Marcy Holland - film TV (2019)
- Heaven, regia di Paul Shapiro - film TV (2019)
- Baci di neve (Snowkissed), regia di Jeff Beesley - film TV (2021)
- Riverdale - serie TV, 5x15 (2021)
- A Tail of Love, regia di Leif Bristow - film TV (2022)
- Quando chiama il cuore (When Calls the Heart), serie TV (45 episodi) (2019-2022)
- L'estate in cui imparammo a volare - serie TV, 5 episodi (2023)
- Grease: Rydell High - serie TV, 8 episodi (2022-)

## Doppiatori italiani
Nelle versioni in italiano delle opere in cui ha recitato, Chris Mcnally è stato doppiato da:
- Daniele Giuliani in Principessa in incognito
- Gianluca Cortesi in Brezza d'amore
- Marco Vivio in Baci di neve
- Andrea Mete in Quando chiama il cuore
- Gabriele Lopez ne L'estate in cui imparammo a volare